# Мјезговце
Мјезговце (слч. Miezgovce) насељено је мјесто са административним статусом сеоске општине (слч. obec) у округу Бановце на Бебрави, у Тренчинском крају, Словачка Република.

## Становништво
| Година:    | 1994. | 2004.   | 2014.    | 2024.   |
| ---------- | ----- | ------- | -------- | ------- |
| Број људи: | 242   | 245     | 280      | 298     |
| Разлика:   |       | +1,23 % | +14,28 % | +6,42 % |

| Година:    | 2023. | 2024.   |
| ---------- | ----- | ------- |
| Број људи: | 296   | 298     |
| Разлика:   |       | +0,67 % |

Према подацима о броју становника из 2011. године насеље је имало 264 становника.